# Bertlot
Bertlot är en ö i Finland. Den ligger i sjön Larsmosjön och i kommunerna Jakobstad, Pedersöre och Larsmo och landskapet Österbotten, i den centrala delen av landet, 400 km norr om huvudstaden Helsingfors. Öns area är 40,1 hektar och dess största längd är 1,3 kilometer i sydöst-nordvästlig riktning. I omgivningarna runt Bertlot växer i huvudsak blandskog.